# María Collazo
María Collazo (Montevideo, 6 de març de 1884 - 22 de març de 1942) fou una educadora i periodista, feminista, sindicalista i anarquista uruguaiana.

## Biografia
Filla d'immigrants gallecs catòlics, tenia vuit germans. Va créixer al barri La Aguada i s'educà en un col·legi de monges. El seu germà major, Luis, arrelat a Buenos Aires, la introduí en les idees anarquistes quan ella era adolescent.
El 1902, contrau matrimoni amb Pedreira, amb qui tingué quatre fills. Després d'un període a Montevideo, la família s'instal·la a Buenos Aires. Ella es relacionà de seguida amb centres d'militància anarcosindicalista.
El 1908, poc després del naixement de la seua quarta filla, quedà vídua. Anys després, nasqué la seua cinquena filla. Tots tenien noms mitològics: Themis, Espartaco, Hebe, Leda i Venus.

## Militància
El 1907, organitza amb Juana Rouco Buela, Virginia Bolten i Teresa Caporaletti (entre altres), el Centre Femení Anarquista, primera organització llibertària de l'Argentina formada per dones. La seu era en la Societat de Resistència de Conductors de Carros de Buenos Aires.
Aquest any, M. Collazo i Juana Rouco foren oradores en l'acte de la Vaga d'Inquilins, moviment de protesta en resposta a la pujada de lloguers i desallotjaments de convents a Buenos Aires i altres ciutats de l'Argentina. Conclosa la vaga, el govern argentí deportà immigrants sindicalistes utilitzant la Llei de Residència. M. Collazo fou una de les deportades, per això torna a l'Uruguai juntament amb la seua família.
Participa en les protestes per la condemna a mort i posterior assassinat del pedagog anarquista català Francesc Ferrer i Guàrdia.

## Periodisme
El 1909, col·labora amb La Nueva Senda (1909-1910), diari anarcofeminista dirigit per Juana Rouco Buela. El 1915, funda i dirigeix la revista La Batalla.